# 크리스티안 사파타
크리스티안 사파타(Cristián Eduardo Zapata Valencia, 1986년 9월 30일, 콜롬비아, 파디야 ~)는 콜롬비아의 축구 선수로, 카테고리아 프리메라 A의 아틀레티코 나시오날에서 수비수로 활약하고 있다.
2004년 콜롬비아의 데포르티보 칼리 (Deportivo Cali)에서 선수 생활을 시작해, 2005년 6월 이탈리아 세리에 A의 우디네세 칼초로 이적하였다. 우디네세에서 수비수로 인상받는 활약을 펼치며, AC 밀란, 아스날 FC을 비롯한 유명 클럽의 관심을 모았으며, 뛰어난 수비 능력, 판단력, 스피드가 그의 특징이다.
2008년 6월 부상으로 6개월 결장했으며, 2009-10 시즌에는 파트너 안드레아 코다 (Andrea Coda)와 함께 센터백으로 활약하였다.
2005년 팀 동료 아벨 아길라르 (Abel Aguilar)와 함께 2005년 FIFA U-20 월드컵에 콜롬비아 U-20 대표팀으로 출전한 바 있으며, 당시 콜롬비아는 16강전에서 아르헨티나에게 패하였다. 2007년부터 현재 (2010년 5월 기준)까지 콜롬비아 성인 대표팀에서 12경기를 뛰었다.